# جيش الوطن (بولندا)

علم جيش الوطن البولندي في حربها ضد النازيين

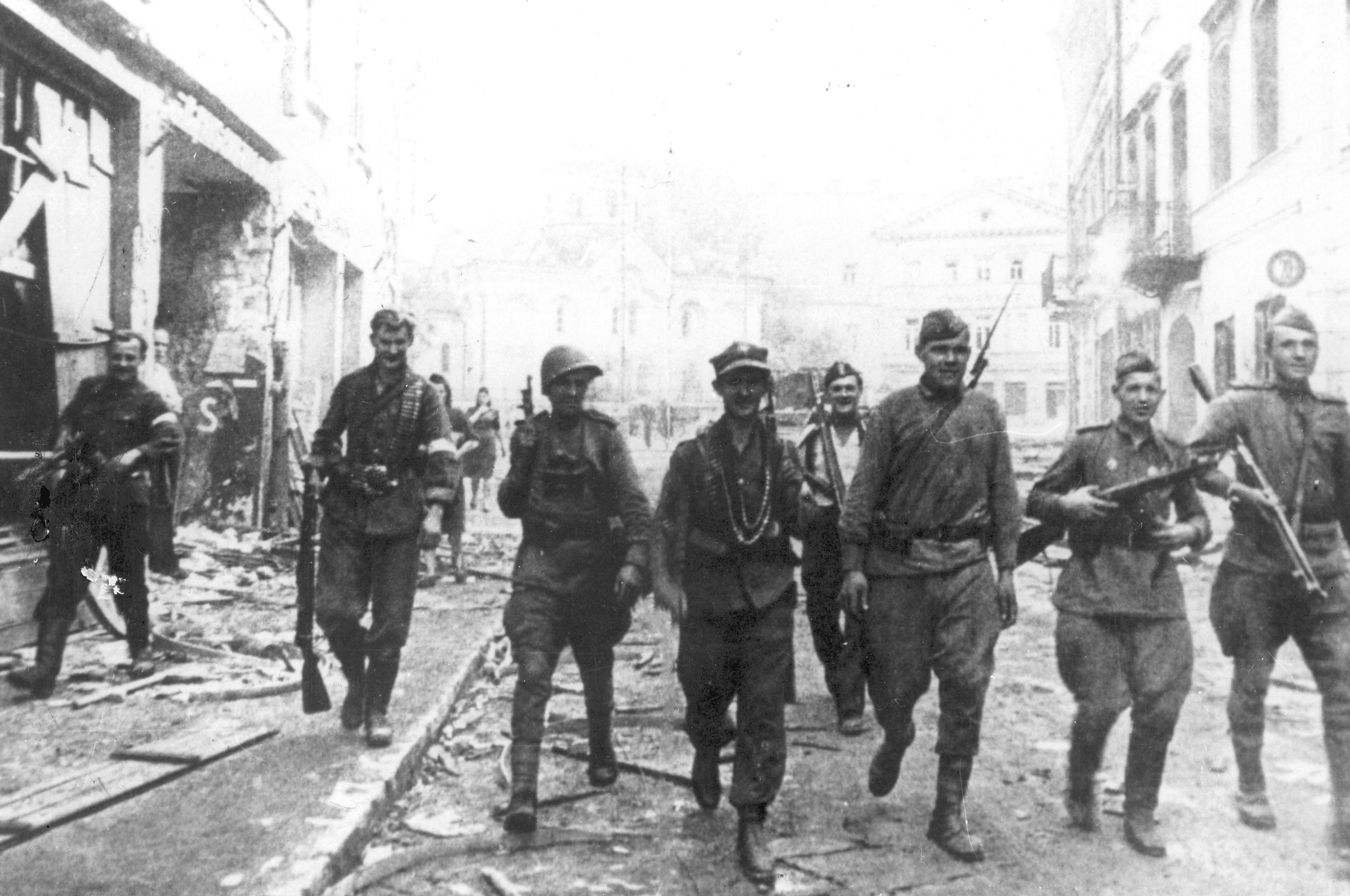
قوات سوفيتية بجانب قوات جيش الوطن البولندي

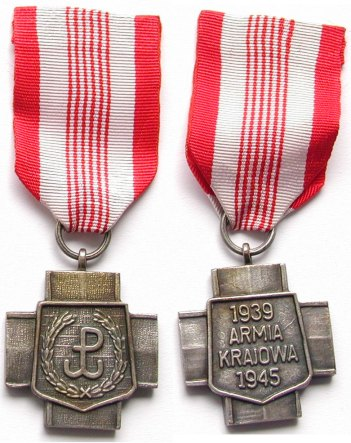
ميداليات الشرف تحمل شعار جيش الوطن البولندي صنعت عام 1946م

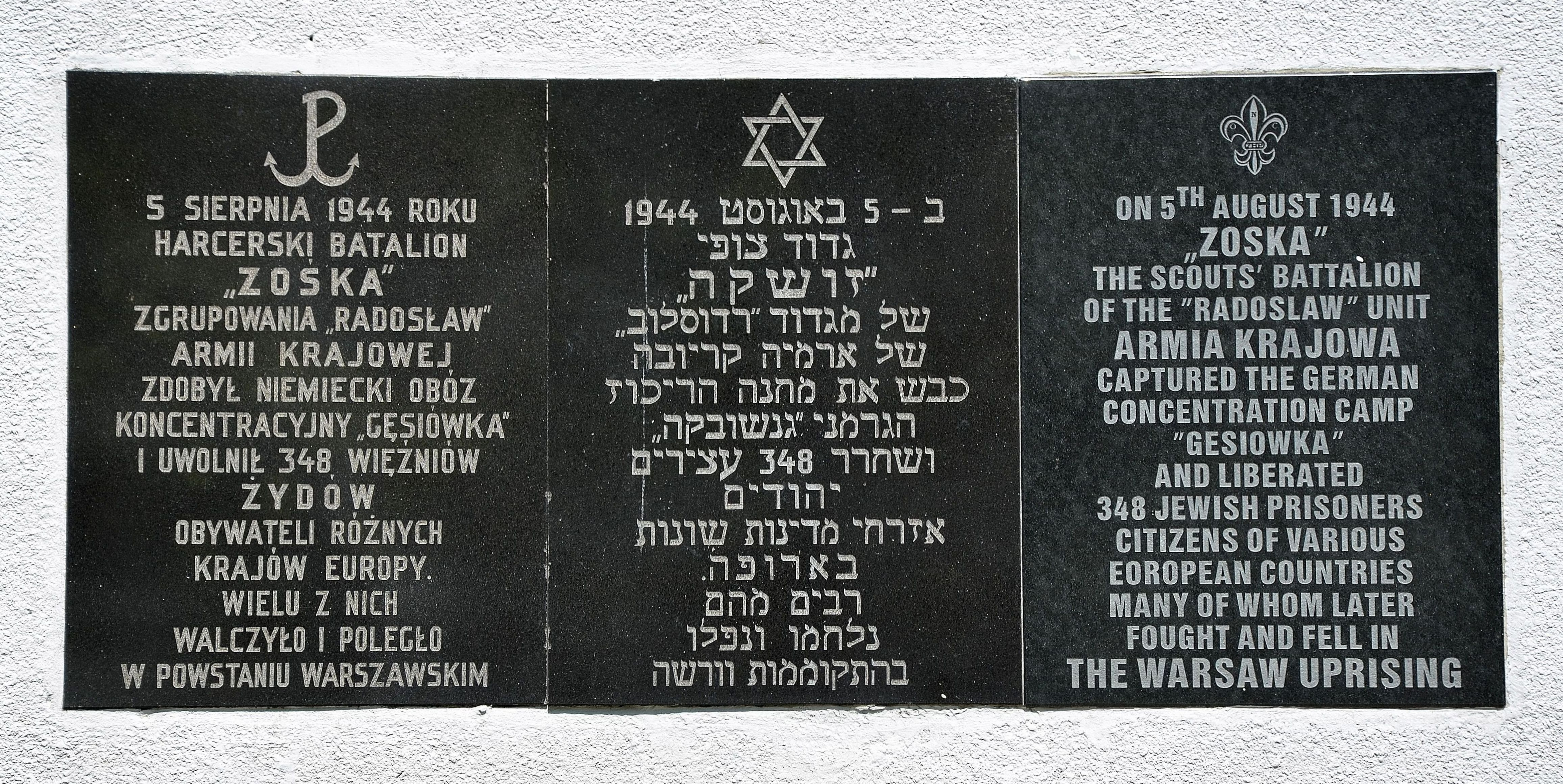
نصب تذكاري مطبوع باللغات الثلاث البولندية والإنجليزية والعبرية.

جيش الوطن (بالبولندية: Armia Krajowa) هو جيش بولندي تأسس في 14 فبراير عام 1942م، وهي جيش شعبي يقوم بتجنيد أبناء البولنديين للحرب ضد الجيش الألماني الذي اجتاح العاصمة البولندية وارسو عام 1939م.

## وصلات خارجية
- Armia Krajowa Museum in Krakow
- Polish resistance – AK – Site edited by the London Branch of the Polish Home Army Ex-Servicemen Association
- وارسو Uprising Museum
- (بالبولندية) Archiwum Pomorskie Armii Krajowej
- (بالبولندية) Armia Krajowa نسخة محفوظة 1 يونيو 2008 على موقع واي باك مشين., whatfor infoportal
- (بالبولندية) Armia Krajowa, information from the pages of Primary School 11 "of Armia Krajowa soldiers" in Nowy Targ
- (بالإنجليزية) The Home Army After July 1944 Polish Underground Soldiers 1944–1963 – The Untold Story

قالب:Armia Krajowa